# 賈勒特 (明尼蘇達州)
賈勒特（英語：Jarrett）是位於美國明尼蘇達州瓦巴沙縣海德帕克鎮區及贊布羅鎮區的一個非建制地區。

## 歷史
賈勒特的郵局於1879年成立，其後於1919年停運。

## 地理
賈勒特所處的海拔為高於海平面242米（即794英呎），而該地所採用的時區為UTC-6，即北美中部時區（CST）。同時該地設有夏令時間，為UTC-6調快一小時，即UTC-5（CDT）。